# Compagnia di Maria per l’educazione dei sordomuti
Die Compagnia di Maria per l’Educazione dei Sordomuti (lateinisch Societas Mariae pro Educatione Surdorum et Mutorum) ist ein Ordensinstitut päpstlichen Rechts: Die Mitglieder dieser klerikalen Kongregation fügen die Initialen S.M. hinzu zu ihrem Namen.

## Geschichte
Das Institut wurde 1840 in Verona vom Priester Antonio Provolo mit Zustimmung des Bischofs von Verona, Pietro Aurelio Mutti, gegründet: Pater Provolo widmete sich seit 1830 der Erziehung der Jugend und beschloss, sich ausschließlich der Erziehung von Taubstummen zu widmen, wobei er, erstmals in Italien, die mündliche und nicht die mimisch-gestische Methode anwandte.
Der früh verstorbene Gründer hinterließ keine schriftlichen Regeln und es war sein Nachfolger an der Spitze der Ordensfamilie, Luigi Maestrelli, der die ersten religiösen Satzungen der Gesellschaft verfasste. Die Kongregation wurde am 31. Juli 1857 vom Heiliger Stuhl ad experimentum und am 3. August 1937 endgültig anerkannt.

## Vorwürfe der Pädophilie
Im Jahr 2008 erklärten fünfzehn Gehörlose, dass sie zwischen den 50er und 80er Jahren im Taubstummeninstitut „Antonio Provolo“ in Verona schwere Belästigungen und Misshandlungen erlitten hätten. Sie schickten ihre Zeugenaussagen über den erlittenen sexuellen Missbrauch an die Wochenzeitschrift L’Espresso, die eine journalistische Untersuchung des Vorfalls durchführte, aus der hervorging, dass über 60 Gehörlose Missbrauch unterschiedlicher Art und erheblicher Schwere erlitten hatten, der sich nicht nur im Institut, sondern auch in heiligen Stätten und Kultstätten ereignet hatte. Die Gehörlosen wandten sich an das Institut und die Kurie mit der Forderung, einige ihrer Meinung nach schuldige Priester und Laienbrüder, die noch heute aktiv sind, aus ihren Ämtern zu entfernen. Die im Ermittlungsverfahren geschilderten Straftatbestände waren jedoch verjährt.
Die katholische Zeitung Avvenire veröffentlichte einen Artikel, in dem sie die Glaubwürdigkeit dieser Behauptungen in Zweifel zog. Die Beschwerde wurde offenbar nur von einer homogenen Gruppe ehemaliger Studierender eingereicht, während Dutzende andere bestreiten, dass sich die Taten so zugetragen haben könnten. Der Bischof von Verona, Giuseppe Zenti, erklärte, er habe zwar keine rechtlichen Schritte eingeleitet, wolle jedoch rechtliche Schritte einleiten, wenn sich herausstelle, dass die Tatsachen nicht der Wahrheit entsprechen. Er betrachtete die ganze Sache als „eine Inszenierung“ von Giorgio Dalla Bernardina, dem Vertreter der Vereinigung, der alle Opfer angehören. Dieser habe die ganze Sache inszeniert, um die Kurie zu erpressen.
In Italien löste dieser Skandal ein starkes Medienecho aus. Keine der beiden Parteien leitete aber rechtliche Schritte ein und es konnte nichts bewiesen werden.

## Aktivitäten und Verbreitung
Die Ordensleute der Gesellschaft widmen sich der Unterstützung und Erziehung von Gehörlosen. Der Hauptsitz befindet sich in Verona. Zum 31. Januar 2005 besaß das Institut 3 Häuser und hatte 27 Mitglieder, davon 13 Priester.